# Теоремы запрета
В теоретической физике теоремы запрета — это группа теорем, утверждающих о физической невозможности какой-то конкретной ситуации. В частности, этот термин описывает такие свойства квантовой механики, как неравенства Белла и теорема Кохена — Спекера, ограничивающие допустимые типы теорий скрытых параметров, которые пытаются объяснить кажущуюся случайность квантовой механики детерминированной моделью с использованием скрытых состояний.

## Примеры
Теорема Вайнберга — Виттена утверждает, что безмассовые частицы (составные или элементарные) со спином {\displaystyle j>{\frac {1}{2}}} не могут переносить лоренц-ковариантный ток, в то время как безмассовые частицы со спином {\displaystyle j>1} не могут переносить лоренц-ковариантную энергию-импульс. Теорема обычно интерпретируется как означающая, что гравитон ({\displaystyle j=2}) не может быть составной частицей в релятивистской квантовой теории поля.
В квантовой теории информации теорема о запрете связи дает условия, при которых невозможна мгновенная передача информации между двумя наблюдателями.
Другие примеры:
- Теоремы Каулинга
- Теорема Коулмена — Мандулы[англ.]
- Теорема Ирншоу утверждает, что набор точечных зарядов не может поддерживаться в стабильной конфигурации стационарного равновесия исключительно за счет электростатического взаимодействия зарядов.
- Теорема Хаага — Лопушанского — Сония[англ.] как обобщение теоремы Коулмена — Мандулы о том, что «пространство-время и внутренняя симметрия не могут быть объединены никаким, кроме как тривиальным образом»
- Теорема Хаага[англ.]
- Теорема Нильсена — Ниномии[англ.]
- Теорема о запрете клонирования произвольного смешанного состояния[англ.]
- Теорема о запрете клонирования
- Теорема о невозможности уничтожения одной из копий произвольного чистого состояния[англ.]
- Теорема несокрытия[англ.]
- Теорема о запрете телепортации[англ.]